# ماثياس شيكاوي
ماثياس شيكاوي (من مواليد 30 مايو 1951) هو سياسي تنزاني من الحزب الثوري، وعضو في البرلمان عن دائرة ناشينغاوي منذ 2005. وهو السفير الحالي لجمهورية تنزانيا المتحدة لدى اليابان.